# Tetramopria aurocincta
Tetramopria aurocincta är en stekelart som beskrevs av Erich Wasmann 1899. Tetramopria aurocincta ingår i släktet Tetramopria, och familjen hyllhornsteklar. Arten är reproducerande i Sverige.